# Мајкл Фицџералд
Мајкл Фицџералд (17. септембар 1988) новозеландски је фудбалер.

## Каријера
Током каријере је играо за Albirex Niigata, Zweigen Kanazawa, V-Varen Nagasaki и многе друге клубове.

## Репрезентација
За репрезентацију Новог Зеланда дебитовао је 2011. године. За тај тим је одиграо 3 утакмице.

## Статистика
| Нови Зеланд | Нови Зеланд | Нови Зеланд |
| Година      | Наступи     | Голови      |
| ----------- | ----------- | ----------- |
| 2011.       | 3           | 0           |
| Укупно      | 3           | 0           |